# Llista de presidents de l'Azerbaidjan

Estandard del President de l'Azerbaidjan

Aquesta és la llista de Presidents de la República de l'Azerbaidjan des de la seva independència l'any 1991.

## Llista de Presidents
| #  | President              | President       | Inici del mandat     | Fi del mandat         | Partit       |
| -- | ---------------------- | --------------- | -------------------- | --------------------- | ------------ |
| 1. | Aiaz Mutalibov         | Ayaz Mutalibov  | 30 d'agost de 1991   | 6 de març de 1992     | Sense partit |
| —  | Iakub Mamedov (Interí) | Manca imatge    | 6 de març de 1992    | 14 de maig de 1992    | Sense partit |
| —  | Aiaz Mutalibov         | Aizaz Mutalibov | 14 de maig de 1992   | 18 de maig de 1992    | Sense partit |
| —  | Isa Gambar (Interí)    | Manca imatge    | 18 de maig de 1992   | 16 de juny de 1992    | FPA          |
| 2. | Abulfaz Eltxibei       | Manca imatge    | 16 de juny de 1992   | 1 de setembre de 1993 | FPA          |
| 3. | Heidar Alíev           | Heidar Alíev    | 3 d'octubre de 1993  | 31 d'octubre de 2003  | PNA          |
| 4. | Ilham Alíev            | Ilham Alíev     | 31 d'octubre de 2003 | En el càrrec          | PNA          |